# Ishida Taizō

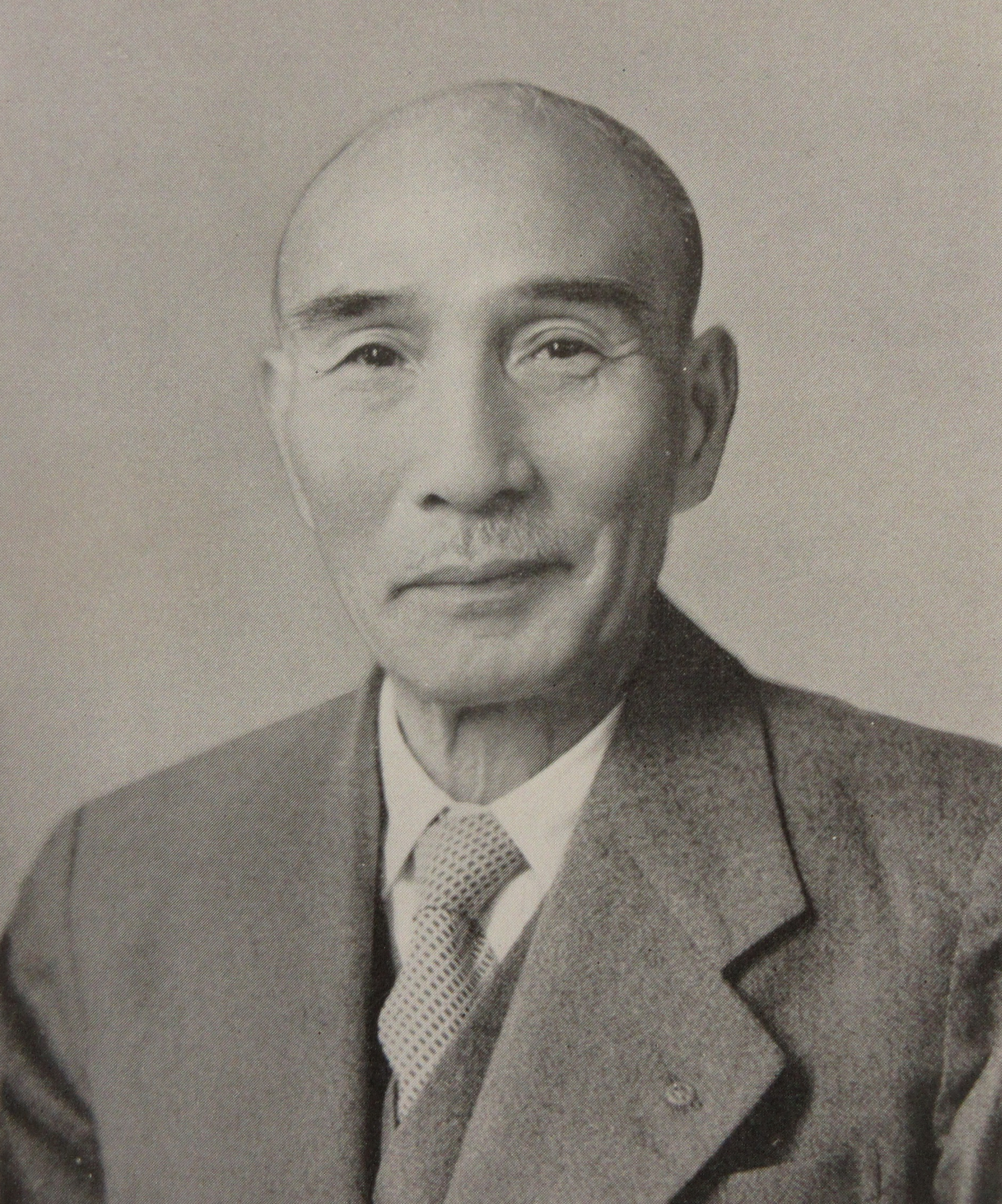
Ishida Taizō

Ishida Taizō  (japanisch 石田 退三; geboren 16. November 1888 in Kosugaya  (Präfektur Aichi); gestorben 18. September 1979) war ein japanischer Unternehmer, der sich um Toyota verdient gemacht hat.

## Leben und Wirken
Ishida Taizō wurde 1918 von der Familie Ishida in Hikone adoptiert. Nach Abschluss der Mittelschule arbeitete  er an verschiedenen Stellen, wechselte dann 1927 von der Firma „Hattori Shoten“ (服部商店) in Nagoya zum Spinnerei-Unternehmen „Toyoda Bōshoku“ (豊田紡織). Er war als Führungskraft erfolgreich, wandte sich aber 1937 gegen den Aufbau von „Toyota Motor Co.“ Er verlor deswegen seine Stellung und musste sich mit der Position eins Bilanzprüfers von Toyoda Bōshoku begnügen.
1941 wurde Ishida dann aber Geschäftsführer der „Toyota Industries Corporation“ (豊田自動織機製作所, Toyota jidōshokki seisaku-sho), und nach seiner Tätigkeit als Geschäftsführer und Vizepräsident wurde er im Jahr 1948 Präsident. Als Toyota Motor 1945 durch die Rezession am Rande des Bankrotts stand, sorgte er dafür, dass Produktion und Vertrieb getrennt wurden. Er gewann die Unterstützung des Direktors der Industrieabteilung der Mitsui Bank für eine Kapitalstütze. Dann profitierte Toyota  auch von der zunehmenden Nachfrage infolge des Koreakrieges.
Ende 1951 konzipierte Ishida einen Fünfjahresplan für die Modernisierung der Ausrüstung. Als 1967 Toyoda Eiji Präsident wurde, zog Ishida sich als Vorsitzender zurück. 1971 wurde er Berater. Er selbst nannte sich Toyotas „lebenslanger Anführer“ (生涯番頭, Shōgai bantō). Er machte Toyota mit seinen Rationalisierungsanstrengungen  zu Japans profitabelstem Unternehmen, wird daher „Vater des Wiederaufbaus von Toyoto“ (トヨタ中興の祖, Toyota chūkō no so) genannt. Die von ihm gegründete „Ishida Stiftung“ (石田財団, Ishida zaidan) stiftete einen Kunstförderpreis (芸術奨励賞, Geijutsu shōrei-shō).
Ishida wurde mit folgenden Preisen geehrt: 1957 Ehrenmedaille am blauen Band, 1958 Ehrenmedaille am dunkelblauen Band, 1962 „Export-Medaille“ (輸出褒章, Yushutsu hōshō), 1964 Orden des Heiligen Schatzes 2. Klasse, 1970 Orden des heiligen Schatzes 1. Klasse und 1971 Verdienstmedaille der Tschechoslowakei.